# Ісус-Іуст
Ісус-Іуст — один з 70 апостолів, з євреїв («сущий від обрізання»). Варіанти імені:
- Ісус, наречений Іуст (Кол. 4:11);
- Йосип, що зветься Варсавою, іже названий бисть Іуст (Дії 1:23);
- Іуст він же і Іус (у «Пролозі» на 30 жовтня);
- В словниках видавництва Брокгауз-Ефрон він називається Йосип Варсава або Йосія.

Прізвисько «Іуст» означає «праведний».  
Він був одним з двох учнів Христових, які обираються на апостольство замість Юди Іскаріота, але не був обраний, оскільки жереб випав на апостола Маттія (Дії  1:23-26). Він поставляється в числі співробітників для Царства Божого, які були відрадою для ап. Павла (Кол. 4:11).
Деякими дослідниками вважається сином Йосипа Обручника. Був єпископом в юдейському місті Єлевферополі й там закінчив життя мученицькою смертю. Пам'ять 30 жовтня і 4 січня — собор 70-ти апостолів.